# 48P/Johnson
48P/Johnson, komet Jupiterove obitelji. 